# Georg Vogtherr
Georg Vogtherr (* 11 de marzo de 1487 en Dillingen an der Donau; † 18 de enero de 1539 en Feuchtwangen) fue un párroco y predicador en la ciudad alemana Feuchtwangen, fue uno de los promotores de la Reforma Protestante llegando a ostentar cagos municipales de Stadtpfarrer y superintendente. Fue hermano del artista Heinrich Vogtherr der Ältere (1490-1556) y del médico Bartolomäus Vogtherr. Vogtherr junto con su hermano Heinrich imprime un libro sobre gnomónica titulado: Ein wohlgegründtes, kunstreiches Summari-Büchlin aller Sonnen Uhren, Straßburg 1539. El libro fue muy popular en la gnomónica del siglo XVI.